# Lukas Tulovic
Lukas Tulovic (Eberbach, 15 giugno 2000) è un pilota motociclistico tedesco, campione europeo Moto2 nel 2022.

## Carriera
Comincia a correre in competizioni nazionali nel 2006. Nel 2016 passa a correre nel campionato spagnolo Velocità, categoria Moto2. Nel 2017 si classifica al nono posto nel CEV Moto2 conquistando una pole position al Gran Premio dell'Estoril. Nel 2018 corre nella classe Moto2 del motomondiale i Gran Premi di Spagna e Francia in sostituzione dell'infortunato Dominique Aegerter sulla KTM del team Kiefer Racing e il Gran Premio della Comunità Valenciana in sostituzione dell'infortunato Stefano Manzi sulla Suter MMX2 del team Forward Racing. Contestualmente al mondiale, si classifica ottavo nell'europeo Moto2.
Nel 2019 corre in Moto2 sulla KTM del team Kiefer Racing. Ottiene i primi punti nel motomondiale in occasione del Gran Premio d'Olanda giungendo tredicesimo. Chiude la stagione al 29º posto con 3 punti.
Nel 2020 corre in MotoE per il team Tech 3, con compagno di squadra Tommaso Marcon. Chiude la stagione all'undicesimo posto con 39 punti. Contestualmente al mondiale, gareggia nel CEV Moto2 dove, in sella ad una Kalex, ottiene un podio e chiude al quattordicesimo posto. Nel 2021 rimane nello stesso team, con compagno di squadra Corentin Perolari. Vince il Gran Premio d'Austria e chiude la stagione all'ottavo posto con 62 punti. Nella stessa stagione prende parte al CEV Moto2 dove ottiene sei piazzamenti a podio e si classifica al terzo posto. Nel 2022 corre nel FIM Junior GP classe Moto2 in sella a una Kalex del team Intact GP. Nella stessa stagione è chiamato, dal team RNF Racing, a sostituire l'infortunato Bradley Smith nella gara inaugurale della coppa del mondo MotoE conquistando dieci punti. Chiude la stagione nel FIM Junior GP Moto2 al 1º posto laureandosi Campione Europeo Moto2.
Nella 2023 gareggia nuovamente per il team Intact GP trasferendosi nel mondiale Moto2. Pur dovendo saltare qualche gara per infortuni, totalizza dodici punti che gli consentono di chiudere il campionato al ventiquattresimo posto. Nel 2024 prosegue con la stessa squadra della stagione precedente, trasferendosi però nel mondiale MotoE, dove trova Héctor Garzó come compagno di squadra. Con 111 punti si classifica all'undicesimo posto.

## Risultati nel motomondiale

### Moto2
| 2018 | Classe | Moto        |  |  |  |    |    |  |  |  |  |  |  |  |  |  |  |  |  |    |  |  |  |  | Punti | Pos. |
| ---- | ------ | ----------- |  |  |  | -- | -- |  |  |  |  |  |  |  |  |  |  |  |  | -- |  |  |  |  | ----- | ---- |
| 2018 | Moto2  | KTM e Suter |  |  |  | 20 | 23 |  |  |  |  |  |  |  |  |  |  |  |  | 20 |  |  |  |  | 0     |      |

| 2019 | Classe | Moto |    |    |    |    |    |    |    |    |    |     |    |    |    |    |     |     |    |    |     |  |  |  | Punti | Pos. |
| ---- | ------ | ---- | -- | -- | -- | -- | -- | -- | -- | -- | -- | --- | -- | -- | -- | -- | --- | --- | -- | -- | --- |  |  |  | ----- | ---- |
| 2019 | Moto2  | KTM  | 21 | 18 | 19 | 19 | 16 | 20 | 24 | 13 | 24 | Rit | 27 | 26 | 22 | 25 | Rit | Rit | 24 | 22 | Rit |  |  |  | 3     | 29º  |

| 2023 | Classe | Moto  |     |     |     |    |    |     |     |    |    |    |    |     |    |     |    |    |    |    |     |     |  |  | Punti | Pos. |
| ---- | ------ | ----- | --- | --- | --- | -- | -- | --- | --- | -- | -- | -- | -- | --- | -- | --- | -- | -- | -- | -- | --- | --- |  |  | ----- | ---- |
| 2023 | Moto2  | Kalex | Inf | Inf | Rit | 15 | 11 | Rit | Rit | 16 | 16 | 10 | 19 | Rit | NP | Inf | 22 | 20 | 23 | 24 | Rit | Rit |  |  | 12    | 24º  |

| Legenda | 1º posto        | 2º posto            | 3º posto            | A punti      | Senza punti        | Grassetto – Pole position Corsivo – Giro più veloce |
| Legenda | Gara non valida | Non qual./Non part. | Ritirato/Non class. | Squalificato | '-' Dato non disp. | Grassetto – Pole position Corsivo – Giro più veloce |

### MotoE
| 2020 | Classe | Moto     |   |   |    |     |    |    |    |  |  |  | Punti | Pos. |
| ---- | ------ | -------- | - | - | -- | --- | -- | -- | -- |  |  |  | ----- | ---- |
| 2020 | MotoE  | Energica | 4 | 6 | 12 | Rit | 15 | 10 | 11 |  |  |  | 39    | 11º  |

| 2021 | Classe | Moto     |     |   |   |   |   |   |    |  |  | Punti | Pos. |
| ---- | ------ | -------- | --- | - | - | - | - | - | -- |  |  | ----- | ---- |
| 2021 | MotoE  | Energica | Rit | 7 | 8 | 5 | 1 | 8 | 15 |  |  | 62    | 8º   |

| 2022 | Classe | Moto     |    |    |  |  |  |  |  |  |  |  |  |  |  |  | Punti | Pos. |
| ---- | ------ | -------- | -- | -- |  |  |  |  |  |  |  |  |  |  |  |  | ----- | ---- |
| 2022 | MotoE  | Energica | 10 | 12 |  |  |  |  |  |  |  |  |  |  |  |  | 10    | 19º  |

| 2024 | Classe | Moto   |   |   |    |   |     |   |    |    |   |   |   |    |   |   |   |    | Punti | Pos. |
| ---- | ------ | ------ | - | - | -- | - | --- | - | -- | -- | - | - | - | -- | - | - | - | -- | ----- | ---- |
| 2024 | MotoE  | Ducati | 4 | 6 | 11 | 6 | Rit | 6 | NP | NP | 7 | 4 | 7 | 10 | 8 | 7 | 7 | 17 | 111   | 11º  |

| Legenda | 1º posto        | 2º posto            | 3º posto            | A punti      | Senza punti        | Grassetto – Pole position Corsivo – Giro più veloce |
| Legenda | Gara non valida | Non qual./Non part. | Ritirato/Non class. | Squalificato | '-' Dato non disp. | Grassetto – Pole position Corsivo – Giro più veloce |